# Nina Alexandrowna Andrejewa
Nina Alexandrowna Andrejewa (russisch Нина Александровна Андреева; * 12. Oktober 1938 in Leningrad; † 24. Juli 2020 in St. Petersburg) war eine sowjetisch-russische Chemikerin, Hochschullehrerin und Politikerin.

## Leben
Andrejewas Vater war Hafenarbeiter, der im Deutsch-Sowjetischen Krieg an der Front starb. Ihre Mutter war Schlosserin im Kirowwerk. Sie wuchs im belagerten Leningrad auf und verlor in dieser Zeit ihren älteren Bruder und ihre Schwester. Sie schloss den Schulbesuch 1955 mit einer Goldmedaille ab. Sie wählte dann aufgrund der schwierigen materiellen Situation das Chemie-Studium am Leningrader Technologie-Institut wegen des hohen Stipendiums, das sie ohne Zulassungsprüfung begann. Sie schloss das Studium am Lehrstuhl für Spezialkeramik 1961 mit Auszeichnung ab. Es folgte die Aspirantur im Fernstudium im Forschungsinstitut für Quarzglas.
1965 begann Andrejewa als Ingenieurin im Forschungsinstitut für Quarzglas zu arbeiten. 1966 trat sie in die KPdSU ein. 1969 wurde sie nach Verteidigung ihrer Dissertation zur Kandidatin der technischen Wissenschaften promoviert.
Ab 1972 lehrte Andrejewa zunächst als Assistentin am Lehrstuhl für Physikalische Chemie des Leningrader Technologie-Instituts. 1972 wurde sie wissenschaftliche Mitarbeiterin im Forschungsinstitut für Quarzglas. Nachdem sie auf Antrag der Institutsleitung aus der Partei ausgeschlossen und aus dem Institut entlassen worden war, führte die Überprüfung durch die Zentrale Kontrollkommission der KPdSU im März 1981 zu ihrer Wiederaufnahme und Wiedereinstellung.
Am 13. März 1988 veröffentlichte die Sowetskaja Rossija ihren Brief mit der Erklärung, dass sie die bisherigen Prinzipien nicht aufgeben könne. Am 5. April 1988 wurde in der Prawda in dem Artikel über die Prinzipien der Perestroika und die Revolution des Denkens und Handelns Andrejewas Brief scharf zurückgewiesen. Aufgrund der folgenden Kampagne gegen sie konnte sie nicht mehr im Forschungsinstitut für Quarzglas arbeiten, und ihr Mann Wladimir Iwanowitsch Kluschin (1926–1996), der an der Prager Parteihochschule lehrte, erlitt zwei Infarkte.
Ab 1989 leitete Andrejewa die Allunionsgesellschaft für die Einheit des Leninismus und der kommunistischen Ideale. Im Mai 1989 wurde sie Vorsitzende des Koordinierungsrats und im Oktober 1990 Vorsitzende des Politexekutivkomitees. Sie leitete ab Juli 1991 die Bolschewistische Plattform in der KPdSU und im November 1991 das Organisationskomitee für die Einberufung des XXIX. Außerordentlichen KPdSU-Kongresses.
Ab dem 8. November 1991 führte Andrejewa die Kommunistische Allunionspartei der Bolschewiki. Am 6. Oktober 1992 hielt sie in Pjöngjang vor Dozenten, Wissenschaftlern und Studenten der Kim-Il-sung-Universität eine Vorlesung über den unbesiegbaren Sozialismus.
2014 unterstützte Andrejewa den Anschluss der Krim an Russland und den Kampf der Separatistenmilizen im Donbas.